# Viereckschanze Leinfelden-Echterdingen
Die Viereckschanze Leinfelden-Echterdingen, die sogenannte „Riesenschanze“, liegt in Baden-Württemberg, im Landkreis Esslingen, etwa zwei Kilometer westlich der Stadt Leinfelden-Echterdingen.

## Lage

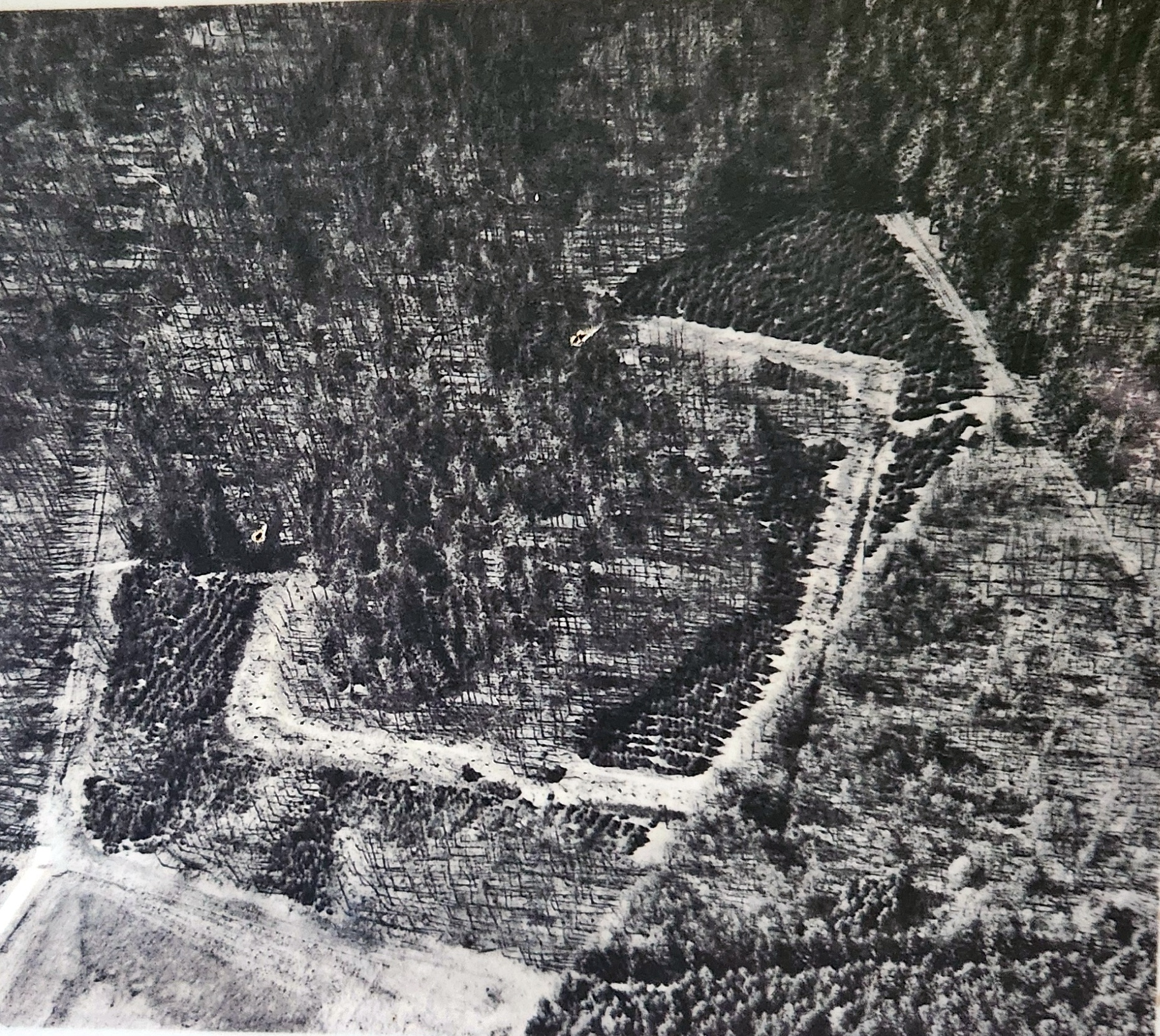
Luftbild und Grundriss der Riesenschanze bei Leinfelden

Auf dem mit 495 m höchsten Punkt des Leinfelden-Echterdinger Gemeindewalds Federlesmahd liegt diese gut erhaltene Schanze, bei der es sich um eine typisch spätkeltische Viereckschanze handelt. Sie ist in Richtung Nordost/Südwest ausgerichtet. Das Plateau des Hügels fällt nach allen Seiten etwa 50 m steil ab. Nur etwa 200 m südlich der Schanze befindet sich ein ausgedehntes, frühkeltisches Gräberfeld aus dem frühen 6. Jahrhundert v. Chr., von dem noch 29 Grabhügel aus der Hallstattzeit erhalten sind. Sowohl die Riesenschanze als auch das Gräberfeld liegen am archäologischen Lehrpfad bei Echterdingen.

## Beschreibung
Die von Wall und Graben umgebene, sehr gut erhaltene Anlage hat eine annähernd quadratische Grundfläche von zirka 0,9 ha. Die Wälle sind 98×97×92×91,5 m lang und von einem Graben umgeben. Wälle und Graben sind noch deutlich zu sehen. Für Viereckschanzen typisch sind die kurz abgerundeten, überhöhen Ecken der Wallanlage sowie die höher als die Umgebung liegende Innenfläche. An der Nordostseite befindet sich im Wall eine 10 m breite Toröffnung.
Gerhard Bersu untersuchte die schon länger bekannte Anlage im Jahr 1901 genauer. Zu dieser Zeit war der umlaufende Wall mit einer Höhe von 1 m und einer Breite von 9 m noch sehr gut erhalten. Mit mehreren Schnitten wurde ein umlaufender Spitzgraben nachgewiesen der 2 m breit und 1,6 m tief war, bezogen auf das Niveau des Waldbodens von 1901. Dieser Spitzgraben war zeitweise mit Wasser gefüllt und existierte auch vor der Toröffnung. Um den Graben auszuheben, musste von den Erbauern der Anlage eine Sandsteinbank durchbrochen werden.
Im Bereich des Walls wurden weder Holzreste, Pfostenlöcher noch Holzkohlereste nachgewiesen, so dass die Anlage wahrscheinlich nicht durch Palisaden geschützt war. Um die Anlage dennoch wirksam zu sichern, wurde vermutlich der Wall grabenseitig sehr steil aufgeböscht. Hierdurch wurde der Höhenunterschied von Grabenspitze zu Grabenrand auf 3 m erhöht und die Grabenweite auf etwa 4 m erweitert, wodurch der eher kleine Spitzgraben zu einem effizienten Hindernis für Angreifer wurde, das nicht mehr übersprungen werden konnte. Stabilisiert wurde der Wall zusätzlich durch die Erhöhung des Schanzen-Innenraums um etwa 1,4 m. Zur Deckung der Verteidiger wurde wahrscheinlich an der Walloberkante zusätzlich ein Umgang mit den Sandsteinblöcken eingerichtet, die beim Grabenbau anfielen.
Eine Reihe kleiner Suchschnitte im Inneren der Anlage erbrachten keine Hinweise auf eine Innenbebauung oder auf sonstige Spuren einer intensiven Nutzung der Anlage. Weder Holzkohlereste noch Asche konnten nachgewiesen werden. Bisher einziger Fund ist eine kleine, unverzierte Wandscherbe eines Gefäßes, die auf der Grabensohle vor dem Tor lag. Es wird angenommen, dass die sorgfältig gebaute Anlage höchstens kurze Zeit genutzt wurde.

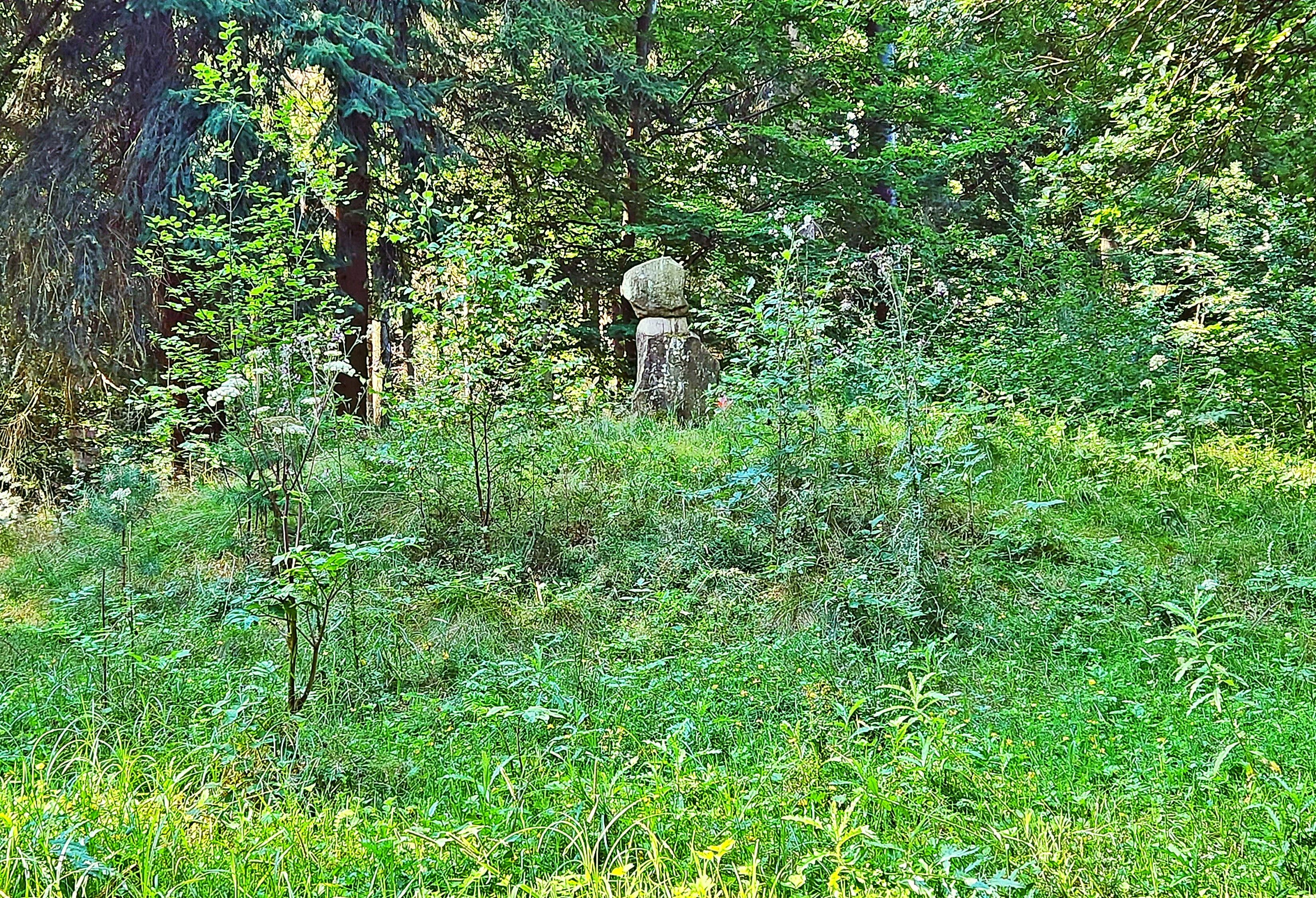
Keltischer Grabhügel im Echterdinger Stadtwald